# ESobi
eSobi es una herramienta de Internet multifuncional que integra un lector RSS, un motor de metabúsquedas y una biblioteca de información en una única interfaz. En equipos Acer de todo el mundo se ha precargado una versión “ligera” de eSobi (denominada eSobi News Center) que combina el lector de noticias y la biblioteca.

## Historia
eSobi fue desarrollado por esobi, Inc. en 2006 como shareware basado en Windows para leer noticias RSS, realizar búsqueda en varios buscadores y administrar centralmente archivos sobre la información recibida de Internet. Es uno de los pocos lectores RSS que llevan el logotipo Certified for Windows Vista que garantiza la total compatibilidad con Microsoft Windows Vista.
Desde el primer trimestre de 2007, eSobi ha establecido una asociación con Acer Inc. para precargar eSobi News Center en sus equipos de escritorio y sobremesa. eSobi también se puede encontrar en las unidades flash USB Transcend V30 y en algunos de los modelos de la placa base MSI.

## Características
- Lector RSS compatible con el formato OPML
- 21 canales regionales predeterminados precargados
- Modos de sólo texto y resumen para páginas de noticias sin anuncios
- Avanzados filtros de noticias basados en palabras clave
- Herramientas de búsqueda simple/avanzada
- Posibilidad de buscar con Google, Yahoo y MSN de manera simultánea
- Posibilidad de refinar las consultas de búsqueda con palabras clave sugeridas procedentes del análisis de resultados de búsqueda
- Búsqueda en base de datos de historial
- Biblioteca de documentos para la organización de las noticias RSS y los resultados de las búsquedas
- Compatible con archivos de Microsoft Office, PDF y html para la administración centralizada de archivos
- Editor de páginas Web para tomar notas rápidas
- Admite 14 idiomas de todo el mundo: inglés, francés, alemán, italiano, español, portugués, sueco, holandés, japonés, ruso, finés, checo, chino tradicional y chino simplificado.